# بعد اجتماعي
في علم الاجتماع، يصف البعد الاجتماعي المسافة بين مختلف الفئات في المجتمع، مثل الطبقة الاجتماعية، العرق، الجنس أو الجنسية. تخلط المجموعات المختلفة أقل من أعضاء نفس المجموعة. وهو مقياس القرب أو الحميمية الذي يشعر به الفرد أو المجموعة تجاه فرد أو مجموعة أخرى في شبكة اجتماعية أو مستوى الثقة التي تتمتع بها مجموعة لأخرى ومدى التشابه المدرك للمعتقدات.
عرّف روبرت إي بارك البعد الاجتماعي بأنه «محاولة لتقليص درجة الفهم والعلاقة الحميمة التي تميز العلاقات الشخصية والاجتماعية بشكل عام إلى شيء مثل المقاييس القابلة للقياس».